# معتمدية جرزونة
معتمدية جرزونة إحدى معتمديات الجمهورية التونسية، تابعة لولاية بنزرت.

### مواضيع ذات علاقة
- ولاية بنزرت.